# Franc Kukovica
Franc Kukovica (tudi Franz Kukovica), znameniti koroški učitelj, publicist in kulturni aktivist, * 1933, Plaznica (Blasnitzen), občina Železna Kapla (Eisenkappel),  živi in deluje v občini Žitara vas (Sittersdorf) v Podjuni, Avstrija.  Od 1984 do 1995 je bil predsednik Strokovnega pedagoškega združenja.
Deluje kot pedagog, kulurni aktivist, publicist, urednik ter kot „priča časa“. 

## Življenje in delo
Franc Kukovica je bil rojen leta 1933 v Železni kapli, kjer je obiskoval ljudsko šolo in hkrati kmalu osebno doživel nasilje nacističnega režima in vsakodnevno stigmatizacijo kot Slovenca. Tudi njegovo ime je bilo ponemčeno v Kukowitza (O tem piše v svoji spominski knjigi ‚ ‘‘Als uns die Sprache verboten wurde. Eine Kindheit in Kärnten (1938-1945)‘‘). Sprva je njegov oče kot delavec v tovarni podpiral partizane, kasneje se jim je pridru#il. Tudi Franc Kukovica je podpiral partizane in postal kot otrok partizanski kurir.
Franc Kukovica, rojen v osrčju  Južne Koroške, je osebno doživel vse politične razvoje svoje širše domovine, ki so bila zlasti zaznamovana z desetleja trajajočim nasilnim raznarodovanjem, kateremu se je kot kulturni aktivist, zlasti pa kot pedagog zmeraj uprl.
Svojo službeno oz. izobraževalno pot je začel na učiteljišču v Ljubljani. Od leta 1963 je ljudskošolski učitelj v Žitari vasi,  med letoma 1974 in 1995 je bil ravnatelj na isti ljudski šoli, kjer se je angažirano zavzemal za dvojezičnost v šoli. Avtor je več učbenikov in učnih pripomočkov. Med letoma 1984 in 1995 je bil predsednik Strokovnega pedagoškega združenja. Bil je tudi občinski odbornik v Žitari vasi. 
Njegov učbenik "Moja dežela" lahko štejemo med referenčna dela, ki je zanimivo in aktualno do danes (tudi in zlasti je priporočljivo za rabo v Sloveniji, za učitelje kot za dijake in študente)
V začetku 80ih let v uradno dvojezični ljudski šoli v Žitari vasi, katere ravnatelj je bil, tudi postavil, danes bi rekli banalne, dvojezične napise, kot so to oznaka za razred, učilnico in drugih prostorov. Postal  je tako tarča danes nepojmljivega javnega nemškonacionalnega političnega nasilja, za katero je bilo vsako javno izražanje (slovenske) kulturne in jezikovne identitete skrajno nezaželeno.  Hkrati pa je postal simbolna in identifikacijska figura koroškoslovenskega in avstrijskega demokratičnega političnega gibanja, tako da so člani dunajskega Kluba koroških slovenskih študentov in študentk (KSŠŠD) in drugi zbirali podpise za peticijo njemu v podporo  ter proti segregaciji v šolah. Koroško slovenski pisatelj Janko Messner mu je takrat napisal politično pesem „Kukovica lepo kuka“.
Franc Kukovica stroji v žlahtni tradiciji koroških slovenskih kulturnih aktivistov in deluje znotraj in za kulturna društva.    . V okviru SPD Trta v Žitarti vasi se je zavzemal za postavitel spominske plošče za žrtve nacizma v občini.  .
V novejšem času tudi deluje kot t. i. priča časa  (nem. Zeitzeuge) po koroških šolah, kjer posreduje svoje znanje in svoja doživetja na čas nacizma.,     . 
Za svoje izredno pomembno delovanje za enakopravnost narodov in jezikov je bil tudi odlikovan s strani dežele Koroške oz. deželenega glavarja Petra Kaiserja. .

## Publicistično delovanje 1986 – 2016
Franc Kukovica se je tudi aktivno udejstvoval v okviru Strokovnega združenja pedagoških delavcev, v okviru katerega je izdal število pedagoških del, učnih pripomočkov, didaktične igre ter znanstvene analize.
Tudi teoretično se je ukvarjal s šolskim vprašanjem na avstrijskem Koroškem oz. s strukturnimi razvojnimi pogoji dvojezičnega šolstva na avstrijskem Koroškem.
Vključeval se je v aktualna politična vprašanja znotraj narodne skupnosti.

## Izvirna dela (izbor)

### Pedagoška dela
- KUKOVICA, Franc, WRULICH, Jožko, RASCHUN, Irmgard, KUKOVICA, Slavka, PINTER, Marica. Sonja in Peter se učita slovensko : učbenik slovenščine za začetnike. Celovec: Drava, cop. 1986. 2 zv. (109; 102 str.), ilustr. ISBN 3-85435-069-4. [COBISS.SI-ID 20596737]
- KUKOVICA, Slavka, KUKOVICA, Franc. Jezikovne VUP vaje : vadi, uči se, preglej : za 3. in 4. stopnjo ljudske šole. Celovec: Strokovno združenje pedagoških delavcev = Klagenfurt: Pädagogische Fachvereinigung, [1989?]. 67 str., ilustr. [COBISS.SI-ID 14581760]
- KUKOVICA, Slavka, KUKOVICA, Franc. Računske VUP vaje za 2. in 3. stopnjo ljudske šole : vadi, uči se, preglej. Celovec: Strokovno pedagoško združenje = Klagenfurt: Pädagogische Fachvereinigung, [198-?]. 68 str., ilustr. [COBISS.SI-ID 34008576]
- KUKOVICA, Franc. Didaktična igra : število samostalnika : par slika - beseda, Hruška. [Celovec]: Strokovno združenje pedagoških delavcev: = Pädagogische Fachvereinigung, [1990]. 80 kart, karton, barve. [COBISS.SI-ID 30136576]
- KUKOVICA, Franc. Didaktična igra : število samostalnika : par slika - beseda, Metulj. [Celovec]: Strokovno združenje pedagoških delavcev: Pädagogische Fachvereinigung, [1990]. 80 kart, karton, barve. [COBISS.SI-ID 30148608]
- GERM, Herman (zbiratelj, urednik), KUKOVICA, Franc (urednik). Čarobna dežela slovenske poezije : zbirka pesmi za koroško mladino iz zakladnice slovenskega pesništva. Celovec: Strokovno pedagoško združenje, 1994. 205 str. [COBISS.SI-ID 1190733]
- KUKOVICA, Franc. Moja dežela : [zemljepis, zgodovina, literarna zgodovina, kultura, gospodarstvo, šport : učbenik za 4. razred dvojezične ljudske šole in glavno šolo na Koroškem]. Celovec = Klagenfurt: Norea, 1996. 120 str., ilustr. ISBN 3-85312-000-8. [COBISS.SI-ID 443092] [15]
- KUKOVICA, Franc. Moja dežela, Delovni listi k učbeniku "Moja dežela". Celovec = Klagenfurt: Norea, 1999. 48 str., ilustr. ISBN 3-85312-005-9. [COBISS.SI-ID 443348]
- KUKOVICA, Franc. Dvojezični zemljevid za šolarje na avstrijskem Koroškem. Šolska kronika, ISSN 1318-6728, 2007, letn. 16(40), št. 2, str. 313-326, ilustr. [COBISS.SI-ID 27674669]

### Šolsko vprašanje
- MEDVEŠ, Zdenko, MALLE, Avguštin, WAKOUNIG, Vladimir, SKOK, Tone, NEĆAK LÜK, Albina, POGORELEC, Breda, PIVEC, Franci, NEĆAK, Dušan, MRMAK, Ilija, NOVAK, Helena, KUKOVICA, Franc. Problematika dvojezičnega šolstva na Koroškem : okrogla miza, 14.I.1988 na Filozofski fakulteti v Ljubljani. Sodobna pedagogika, ISSN 0038-0474, 1988, let. 39, št. 3/4, str. 97-122. [COBISS.SI-ID 16395776]
- KUKOVICA, Franc. Erfahrungen eines Schulleiters im gemischtsprachigen Gebiet Kärntens. V: ABSENGER, Albert (ur.), BAUMGARTNER, Gerhard. Zeitgeschichte - Politische Bildung. 12, Ethnische Minderheiten in Österreich, (Schriftenreihe zur Lehrerbildung im berufsbildenden Schulwesen, H. 114). Wien: Pädagogisches Institut des Bundes in Wien, 1989, str. 143-176, ilustr. [COBISS.SI-ID 112340]
- KUKOVICA, Franc. Prvine in primeri medkulturne vzgoje v dvojezični ljudski šoli na Koroškem. Koroški koledar ..., 1995, str. 75-81, ilustr. [COBISS.SI-ID 1318989]
- KUKOVICA, Franc. Šolski vsakdan na dvojezičnem Koroškem : doživetja dolgoletnega učitelja in ravnatelja dvojezične ljudske šole Žitara vas = Schulalltag im zweisprachigen Kärnten : Erlebnisse des langjährigen Lehrers und Schulleiters an der zweisprachigen Schule Sittersdorf. Celovec: Strokovno pedagoško združenje, 1999 [i. e. 1998]. 237 str., ilustr. ISBN 3-85312-012-1. [COBISS.SI-ID 233940]
- KUKOVICA, Franc. Dvojezična ljudska šola na Koroškem od začetka do danes = Die zweisprachige Volksschule in Kärnten von Beginn an bis heute. Celovec: Strokovno pedagoško združenje, 2002. 168 str., ilustr. [COBISS.SI-ID 967124]

- KUKOVICA, Franc. Koroška : javne dvojezične ljudske šole v koroških občinah = Kärnten : öffentliche zweisprachige Volksschulen in Kärntens Gemeinden. [Celovec]: Strokovno pedagoško združenje; [Ljubljana]: Geodetski zavod Slovenije, 2004. 1 zvd. (obojestr.), barve. [COBISS.SI-ID 513407116]

### Politične analize
- KUKOVICA, Franc (urednik). Vrednotenje naroda : vrednotenje slovenskega jezika na avstrijskem Koroškem včeraj in danes na primeru doživetih sporočil ter izbranih spisov iz različnih publikacij in literarnih del = Die Wertschätzung eines Volkes : die Wertschätzung der slowenischen Sprache im österreichischen Kärnten gestern und heute am Beispiel ausgewählter Erlebnisberichte sowie Aufsätzen aus verschiedenen Publikationen und literarischen Werken. Celovec: Strokovno pedagoško združenje, 2000. 343 str., ilustr. [COBISS.SI-ID 679124]
- KUKOVICA, Franc. Razmišljanja o odnosu med ZSO in NSKS-om ter dialog s heimatdienstom. Novice, 25. jun. 2010, št. 25, str. 20, portret: Franc Kukovica. [COBISS.SI-ID 11777357]
- KUKOVICA, Franc. Še enkrat o odnosih med ZSO in NSKS-om v preteklih 30-ih letih. Novice, 27. avg. 2010, št. 33, str. 16. [COBISS.SI-ID 11811917]
- KUKOVICA, Franc. Obstaja več resnic? : pripombe h knjigi F. Th. Rulitza "Die Tragödie von Bleiburg und Viktring - Partisanengewalt in Kärnten am Beispiel der antikommunistischen Flüchtlinge im Mai 1945". So povojni zločini opravičljivi?. Novice, 13. jan. 2012, št. 2, str. 12, ilustr. [COBISS.SI-ID 12221773]

### Spominska literatura
- RUPEL, Niko. Deset sprehodov med Slovenci na Koroškem. Knj. 1, Priročnik za spoznavanje slovenskega slovstva na Koroškem, njegovih ustvarjalcev in ustvarjalk, zgodovine, kulture in krajev na avstrijskem Koroškem = Unterwegs bei den Kärntner Slowenen. Buch 1. Celovec: Strokovno pedagoško združenje, 1993. 134 str., ilustr. [COBISS.SI-ID 52813]
- KUKOVICA, Franc. Spomini na 35 let učiteljevanja in dogajanja v dvojezičnem šolstvu na avstrijskem Koroškem. Koroški vestnik, ISSN 1318-1866, 2004, letn. 38, št. 1, str. 15-34. [COBISS.SI-ID 9141325]
- KUKOVICA, Franc. Spomini na 35 let učiteljevanja in dogajanja v dvojezičnem šolstvu na avstrijskem Koroškem. Šolska kronika, ISSN 1318-6728, 2004, let. 13(37), št. 2, str. 345-358, fotogr. [COBISS.SI-ID 23111725]
- KUKOVICA, Franc. Spomini na 35 let učiteljevanja in dogajanja v dvojezičnem šolstvu na avstrijskem Koroškem. Šolska kronika, ISSN 1318-6728, 2005, letn. 14(38), št. 1, str. 103-109, fotogr. [COBISS.SI-ID 24088621]
- KUKOVICA, Franc. Nepozabljeno : otrok med nacizmom : spomini na obdobje 1939-1945. [Celovec]: Drava, cop. 2006. 111 str., ilustr. ISBN 3-85435-490-8. ISBN 978-3-85435-490-1. [COBISS.SI-ID 1492948] [16], [17]
- KUKOVICA, Franc. Als uns die Sprache verboten wurde : eine Kindheit in Kärnten (1938-1945). [Klagenfurt = Celovec]: Drava, cop. 2008. 127 str., ilustr. ISBN 978-3-85435-516-8. [COBISS.SI-ID 1604308]. [18]

37. KUKOVICA, Slavka. Vojna, usodna za družino : spominski zapis doživetij v dveh desetletjih : spomini na doživljanje brezskrbnih otroških let pred vojno, na trpka doživetja med drugo svetovno vojno in po njej, na leta šolanja in učiteljevanje na Primorskem in v Sloveniji. Klagenfurt; Wien = Celovec; Dunaj: Drava, cop. 2010. 111 str., ilustr., zvd. ISBN 978-3-85435-635-6. [COBISS.SI-ID 1947860]

### Interviuji
- KUKOVICA, Franc (intervjuvanec). Dvojezična šola v ogledalu demokratične države. V: LIPUŽIČ, Boris. Čedermaci današnjega dne : pričevanja o slovenski šoli in materinščini v zamejstvu. Ljubljana: Enotnost, 1995, str. 51-60, portret. [COBISS.SI-ID 680756]
- DESTOVNIK, Irena (urednik, oseba, ki intervjuva, avtor dodatnega besedila). Dvojezično šolstvo na Koroškem. Koroški koledar ..., 2001, str. 21-191. [COBISS.SI-ID 678100]
- DESTOVNIK, Irena. Franc Kukovica : vsiljevanje ponemčevalne šole. Koroški koledar ..., 2001, str. 114-121, ilustr. [COBISS.SI-ID 213371648]
- KUKOVICA, Franc. 35 let učitelj in opazovalec dvojezičnega šolstva na avstrijskem Koroškem : spomini. Novice, 2004, št. 1-2, str. 14-15, portret. [COBISS.SI-ID 1157588]
- KUKOVICA, Franc (intervjuvanec). Uradna Koroška je vedno želela le pospeševati asimilacijo. Novice, 13. feb. 2009, št. 6, str. 12-13, portret. [COBISS.SI-ID 1802196].
- KUKOVICA, Franc (intervjuvanec). Franc Kukovica še ni izgubil upanja : občinska politika : z žitrajskim županom se Franc Kukovica pozdravlja po slovensko, občina mu je ob njegovi 80-letnici predala listino v obeh deželnih jezikih, a ko gre za dvojezične krajevne oznake, 80-letnik ne vidi pozitivnega razvoja. Novice, 7. feb. 2014, št. 6, str. 2, ilustr. [COBISS.SI-ID 12462413]

## Odlikovanja
Častni znak dežele Koroške, 5.5.2014 za delovanje kot priča časa (Ehrenzeichen des Landes Kärnten, Franz KUKOVICA, Zeitzeuge, Sittersdorf) 